# Trepadonia oppositifolia
Trepadonia oppositifolia là một loài thực vật có hoa trong họ Cúc. Loài này được H.Rob. & H.Beltrán mô tả khoa học đầu tiên năm 2000.